# Marsdenia assimulata
Marsdenia assimulata är en oleanderväxtart som beskrevs av Spencer Le Marchant Moore. Marsdenia assimulata ingår i släktet Marsdenia och familjen oleanderväxter. Inga underarter finns listade i Catalogue of Life.